# Русин Назарій Орестович
Назарій Орестович Ру́син (нар. 25 жовтня 1998 року, Новояворівськ, Львівська область, Україна) — український футболіст, нападник англійського клубу «Сандерленд», виступає на правах оренди за хорватський футбольний клуб «Хайдук». 
Виступав, зокрема, за київське «Динамо» та луганську «Зорю», а також молодіжну збірну України.

## Біографія
Вихованець львівського футболу. Футболом починав займатися у своєму рідному місті Новояворівськ, є вихованцем ФК «Янтарний». Першим тренером був Юрій Семенович Тріска. З 2011 по 2015 рік грав у ДЮФЛ за «Львів».
2015 року перейшов у «Динамо» (Київ). За «Динамо» U-19 дебютував у юнацькому чемпіонаті 9 вересня 2015 у матчі проти «Говерли» (Ужгород) (4:1), вийшовши на заміну на 74-й хвилині матчу, а на 77-й відзначився забитим м'ячем. Усього за перший сезон забив 11 голів у 15 матчах і допоміг своїй команді стати юнацьким чемпіоном України. З наступного сезону 2016/17 став паралельно залучатись і до матчів молодіжної команди, вигравши і юнацький, і молодіжний чемпіонат України.
У листопаді 2017 року, після травми форварда першої команди Артема Кравця, Русин був дозаявлений у першу команду і 23 листопада 2017 року дебютував на дорослому рівні в матчі Ліги Європи, вийшовши на заміну в поєдинку з албанським «Скендербеу» (2:3) на 71-й хвилині замість Томаша Кендзьори і на 90+1 хвилині забив гол. Через три дні, 26 листопада, Русин дебютував у Прем'єр-лізі, вийшовши на заміну на 86-й хвилині матчу з кам'янською «Сталлю» (2:0) замість Дьємерсі Мбокані. 29 листопада, Назарій Русин дебютував в 1/4 Кубку України, в матчі з чернігівською «Десною», після заміни Дьємерсі Мбокані, та забив гол на 93-й хвилині матчу.
У сезоні 2018/19 Русин значно частіше залучався до поєдинків першої команди в чемпіонаті (19 матчів, 5 голів) та Лізі Європи (5 матчів, 0 голів), а також провів 12 матчів (6 голів) за «Динамо» U21. Також він був у заявці, але не виходив на поле, в матчі за Суперкубок України 2018 року проти «Шахтаря» (1:0), вигравши свій перший трофей з командою.
Здобувши наступного року черговий Суперкубок країни, в якому теж на полі не з'являвся, 3 серпня 2019 року Назарій Русин на правах однорічної оренди став футболістом луганської «Зорі». За луганський клуб в УПЛ він провів 14 матчів (5 голів), а в Лізі Європи — 3 матчі (2 голи) і у вересні 2019 року був визнаний гравцем місяця в Прем'єр-лізі.
Після завершення осінньої частини чемпіонату України Русина дочасно повернули до столичного «Динамо» через річну дискваліфікацію основного форварда киян Артема Бєсєдіна і Назарій був призваний його замінити. За підсумками того сезону став з командою володарем Кубка України.
13 лютого 2021 перейшов до складу «Легії» на правах оренди. Там він вийшов на заміну у матчі Кубку Польщі проти «П'яста», у якому «Легія» поступилася 1:2. Цей матч став єдиним у складі польської команди. У Русина виник конфлікт із тренером команди, після якого він був відправлений у дубль.
На початку наступного сезону перейшов на правах оренди в «Дніпро-1». За 10 матчів в усіх турнірах він забив 2 голи, переважно виходячи на заміну.
15 січня 2022 року став гравцем одеського «Чорноморця», за який не встиг дебютувати на офіційному рівні. 
У серпні 2022 року, на правах повноцінного трансферу повернувся до  «Зорі».
1 вересня 2023 року став гравцем англійського клубу «Сандерленд», вартість угоди не розголошувалась.
27 січня 2025 року футбольний клуб «Хайдук» (Спліт) повідомив про узгодження орендної угоди з гравцем до кінця сезону 2024/25 року.

### Збірна
У збірних України дебютував 21 березня 2015 року, зігравши за юнацьку збірну (U-17) в елітному раунді кваліфікації на юнацьке Євро-2015 проти Італії (0:1).
У 2018—2019 рр. виступав за молодіжну збірну України.
У 2023 році отримав дебютний виклик до національної збірної України, на матчі в заявку не потрапив.

## Статистика виступів
Статистичні дані наведено станом на 8 травня 2023 року
| Сезон             | Команда           | Чемпіонат         | Чемпіонат | Чемпіонат | Кубок | Кубок | Кубок | Єврокубки | Єврокубки | Єврокубки | Інші кубки | Інші кубки | Інші кубки | Всього | Всього |
| Сезон             | Команда           | Змаг.             | Матчі     | Голи      | Змаг. | Матчі | Голи  | Змаг.     | Матчі     | Голи      | Змаг.      | Матчі      | Голи       | Матчі  | Голи   |
| ----------------- | ----------------- | ----------------- | --------- | --------- | ----- | ----- | ----- | --------- | --------- | --------- | ---------- | ---------- | ---------- | ------ | ------ |
| 2017–18           | «Динамо» К        | УПЛ               | 1         | 0         | КУ    | 1     | 1     | ЛЄ        | 1         | 1         | СКУ        | 0          | 0          | 3      | 2      |
| 2018–19           | «Динамо» К        | УПЛ               | 19        | 5         | КУ    | 0     | 0     | ЛЧ / ЛЄ   | 1+4       | 0         | СКУ        | 0          | 0          | 16     | 3      |
| 2019–20           | «Зоря»            | УПЛ               | 14        | 5         | КУ    | 0     | 0     | ЛЄ        | 3         | 2         | —          | —          | —          | 17     | 7      |
| 2019–20           | «Динамо» К        | УПЛ               | 12        | 2         | КУ    | 1     | 0     | —         | —         | —         | —          | —          | —          | 13     | 2      |
| 2020–21           | «Динамо» К        | УПЛ               | 1         | 0         | КУ    | 0     | 0     | ЛЧ / ЛЄ   | 0         | 0         | СКУ        | 0          | 0          | 1      | 0      |
| Всього в «Динамо» | Всього в «Динамо» | Всього в «Динамо» | 33        | 7         |       | 2     | 1     |           | 6         | 1         |            | 0          | 0          | 41     | 9      |
| 2020–21           | «Легія»           | ЕК                | 0         | 0         | КП    | 1     | 0     | —         | —         | —         | —          | —          | —          | 1      | 0      |
| 2021–22           | «Дніпро-1»        | УПЛ               | 8         | 1         | —     | —     | —     | —         | —         | —         | —          | —          | —          | 8      | 1      |
| 2022–23           | «Зоря»            | УПЛ               | 30        | 13        | —     | —     | —     | ЛК        | 0         | 0         | —          | —          | —          | 30     | 13     |
| 2023–24           | «Зоря»            | УПЛ               | 1         | 1         | —     | —     | —     | ЛЕ        | 0         | 0         | —          | —          | —          | 1      | 1      |
| Всього за «Зорю»  | Всього за «Зорю»  | Всього за «Зорю»  | 31        | 14        |       | 0     | 0     |           | 0         | 0         |            | 0          | 0          | 31     | 14     |
| Всього за кар'єру | Всього за кар'єру | Всього за кар'єру | 79        | 22        |       | 3     | 1     |           | 9         | 3         |            | 0          | 0          | 91     | 26     |

## Досягнення
- Володар Кубка України: 2019/20
- Володар Суперкубка України: 2018, 2019
- Чемпіон Польщі: 2020/21